# Melipotis euryphaea
Melipotis euryphaea là một loài bướm đêm trong họ Erebidae.